# Darin Young
Darin Young (* 2. Februar 1973 in White Haven, Pennsylvania) ist ein US-amerikanischer Dartspieler.

## Karriere
Darin Young gab sein Weltmeisterschaftsdebüt bei der PDC im Rahmen der PDC World Darts Championship 2005. jedoch schied er gegen den Niederländer Josephus Schenk aus. Im darauffolgenden Jahr konnte er sich erneut qualifizieren, scheiterte jedoch erneut in Runde 1, dieses Mal gegen Mark Dudbridge. Vier Jahre später erreichte er bei der Weltmeisterschaft 2010 die zweite Runde, nachdem er in seiner Erstrundenpartie Andy Smith bezwingen konnte. Jedoch war er in seinem zweiten Spiel gegen Terry Jenkins chancenlos und verlor mit 0:4.
Bei den Las Vegas Desert Classics hingegen konnte er bereits viermal in die zweite Runde vordringen. 2008 konnte er die North American Darts Championship gewinnen und dabei ein Preisgeld in Höhe von 15.000 US-Dollar einspielen. Beim Grand Slam of Darts im gleichen Jahr setzte er sich in seiner Gruppe durch, verlor jedoch im Achtelfinale gegen Raymond van Barneveld. Im Folgejahr scheiterte er in der gleichen Runde am Schotten Robert Thornton. Seit 2010 vertritt Young bei fast jedem World Cup of Darts die Vereinigten Staaten. 2012 konnte er mit Gary Mawson ins Viertelfinale einziehen.
Bei seiner ersten Teilnahme an den US Darts Masters 2019 zeigte er gegen Michael van Gerwen ein gutes Match und verlor nur mit 4:6. 2019 konnte Young sich über die CDC Tour für die Weltmeisterschaft 2020 qualifizieren. Sein Gegner in der ersten Runde war Raymond van Barneveld, der vor dem Turnier bekanntgegeben hatte, dass die Weltmeisterschaft sein letztes Turnier sei. Young konnte sich in dieser Partie durchsetzen und beendete somit die Karriere des Niederländers. In der zweiten Runde traf er auf Jeffrey de Zwaan, gegen den er einen Matchdart vergab und die Partie am Ende mit 2:3 verlor.
Im September 2024 stand Darin Young im Finale der Witch City Open. Er unterlag jedoch mit 0:5 Leonard Gates.

## Weltmeisterschaftsresultate

### PDC
- 2005: 1. Runde (1:3-Niederlage gegen  Josephus Schenk)
- 2006: 1. Runde (0:3-Niederlage gegen  Mark Dudbridge)
- 2009: 1. Runde (1:3-Niederlage gegen  Michael van Gerwen)
- 2010: 2. Runde (0:4-Niederlage gegen  Terry Jenkins)
- 2011: 1. Runde (0:3-Niederlage gegen  Wes Newton)
- 2012: 1. Runde (1:3-Niederlage gegen  Colin Lloyd)
- 2013: 1. Runde (2:3-Niederlage gegen  Colin Lloyd)
- 2014: 1. Runde (0:3-Niederlage gegen  Mervyn King)
- 2016: 1. Runde (1:3-Niederlage gegen  Terry Jenkins)
- 2020: 2. Runde (2:3-Niederlage gegen  Jeffrey de Zwaan)